# Llista de monuments de Sant Gregori
Llista de monuments de Sant Gregori inclosos en l'Inventari del Patrimoni Arquitectònic Català pel municipi de Sant Gregori (Gironès). Inclou els inscrits en el Registre de Béns Culturals d'Interès Nacional (BCIN) amb la classificació de monuments històrics, els Béns Culturals d'Interès Local (BCIL) de caràcter immoble i la resta de béns arquitectònics integrants del patrimoni cultural català.
| Monument                                                             | Protecció     | Estil/època                                     | Localització                                                         | Coordenades                                          | Codi?         | Imatge |
| -------------------------------------------------------------------- | ------------- | ----------------------------------------------- | -------------------------------------------------------------------- | ---------------------------------------------------- | ------------- | --- |
| Castell de Cartellà                                                  | BCIN 1461-MH  | Gòtic, romànic XV-XVI                           | Sant Gregori                                                         | 42° 00′ 43″ N, 2° 45′ 48″ E / 42.011980°N,2.763290°E | RI-51-0006072 | Castell de Cartellà (Sant Gregori) · Vegeu més fotos d'aquest monument · Carregueu una nova foto d'aquest monument                                   |
| Castell de Sant Gregori, o Casa dels Margarit                        | BCIN 1462-MH  | Gòtic XV-XVII                                   | Sant Gregori                                                         | 41° 59′ 20″ N, 2° 44′ 26″ E / 41.988955°N,2.740498°E | RI-51-0006073 | Castell de Sant Gregori · Vegeu més fotos d'aquest monument · Carregueu una nova foto d'aquest monument                                              |
| Castell de Tudela                                                    | BCIN 1463-MH  | Obra popular XI-XII                             | Sant Gregori                                                         | 41° 59′ 33″ N, 2° 42′ 53″ E / 41.992546°N,2.714848°E | RI-51-0006074 | Castell de Tudela (Sant Gregori) · Vegeu més fotos d'aquest monument · Carregueu una nova foto d'aquest monument                                     |
| Creu de terme                                                        | BCIN 3964-MH  | Obra popular                                    | Sant Gregori Darrera l'església parroquial                           | 41° 59′ 30″ N, 2° 44′ 20″ E / 41.991713°N,2.738760°E | IPA-21649     | Creu de terme (Sant Gregori) · Vegeu més fotos d'aquest monument · Carregueu una nova foto d'aquest monument                                         |
| Escut de la família Margarit a l'església parroquial de Sant Gregori | BCIN 3965-MH  | Obra popular XVII                               | Sant Gregori Pl. de l'Església                                       | 41° 59′ 29″ N, 2° 44′ 17″ E / 41.991462°N,2.738105°E | IPA-21662     | Escut de la família Margarit a l'església parroquial de Sant Gregori · Vegeu més fotos d'aquest monument · Carregueu una nova foto d'aquest monument |
| Torre del Molí                                                       | BCIN 3967-MH  | Obra popular XVIII Inici                        | Sant Gregori Barri de l'Església                                     | 41° 59′ 27″ N, 2° 44′ 33″ E / 41.990785°N,2.742518°E | IPA-21668     | Torre del Molí (Sant Gregori) · Vegeu més fotos d'aquest monument · Carregueu una nova foto d'aquest monument                                        |
| Mas Quelat                                                           | BCIN 3968-MH  | Obra popular XVII                               | Sant Gregori Pla d'en Prat                                           | 41° 59′ 24″ N, 2° 46′ 18″ E / 41.990084°N,2.771792°E | IPA-21658     | Mas Quelat (Sant Gregori) · Vegeu més fotos d'aquest monument · Carregueu una nova foto d'aquest monument                                            |
| Torre de defensa de la Torre                                         | BCIN 3969-MH  | Obra popular XVI-XVII                           | Sant Gregori Pla de la Torre                                         | 41° 59′ 41″ N, 2° 45′ 12″ E / 41.994670°N,2.753462°E | IPA-21670     | Torre de defensa de la Torre (Sant Gregori) · Vegeu més fotos d'aquest monument · Carregueu una nova foto d'aquest monument                          |
| Torre o Castell de Taialà                                            | BCIL 2015     | XVI-XVII                                        | Sant Gregori                                                         | 41° 59′ 55″ N, 2° 47′ 30″ E / 41.99856°N,2.79162°E   | IPA-1658      | Torre de Taialà (Sant Gregori) · Vegeu més fotos d'aquest monument · Carregueu una nova foto d'aquest monument                                       |
| Casa de la Vila                                                      |               | Noucentisme XX Inici                            | Sant Gregori Av. Girona, 33                                          | 41° 59′ 26″ N, 2° 45′ 36″ E / 41.990469°N,2.760135°E | IPA-21650     | Casa de la Vila (Sant Gregori) · Vegeu més fotos d'aquest monument · Carregueu una nova foto d'aquest monument                                       |
| Escoles Agustí Gifré                                                 | BCIL 2015     | Noucentisme, darreres tendències XX Inici       | Sant Gregori Plaça, 1-2                                              | 41° 59′ 27″ N, 2° 45′ 37″ E / 41.990947°N,2.760187°E | IPA-21653     | Escoles Agustí Gifré (Sant Gregori) · Vegeu més fotos d'aquest monument · Carregueu una nova foto d'aquest monument                                  |
| Can Prat - la Casa Nova                                              | BCIL 2016     | Obra popular XIX Final                          | Sant Gregori Pla d'en Prat                                           | 41° 59′ 03″ N, 2° 46′ 05″ E / 41.984186°N,2.768150°E | IPA-21655     | Carregueu una nova foto d'aquest monument |
| Can Prat - la Casa Vella                                             | BCIL 2011     | Obra popular XVIII                              | Sant Gregori Pla d'en Prat                                           | 41° 59′ 03″ N, 2° 46′ 03″ E / 41.984049°N,2.767438°E | IPA-21656     | Carregueu una nova foto d'aquest monument |
| La Casassa, Can Simondevall                                          | BCIL 2015     | Obra popular XVI                                | Sant Gregori Pla d'en Prat                                           | 41° 59′ 21″ N, 2° 46′ 22″ E / 41.989085°N,2.772726°E | IPA-21657     | La Casassa (Sant Gregori) · Vegeu més fotos d'aquest monument · Carregueu una nova foto d'aquest monument                                            |
| Església parroquial de Sant Gregori                                  | BCIL 2015     | Romànic, gòtic, barroc XI, XIII-XIV, XVI, XVIII | Sant Gregori Pl. de l'Església                                       | 41° 59′ 29″ N, 2° 44′ 18″ E / 41.991475°N,2.738243°E | IPA-21661     | Església parroquial de Sant Gregori · Vegeu més fotos d'aquest monument · Carregueu una nova foto d'aquest monument                                  |
| Antiga Rectoria de Sant Medir                                        | BCIL 2015     | Obra popular XVII                               | Sant Gregori Sant Medir                                              | 42° 01′ 39″ N, 2° 46′ 21″ E / 42.027377°N,2.772542°E | IPA-21663     | Antiga Rectoria (Sant Gregori) · Vegeu més fotos d'aquest monument · Carregueu una nova foto d'aquest monument                                       |
| Antiga Rectoria i Casa del Barber                                    | BCIL 2015     | Obra popular XVI, XVIII                         | Sant Gregori Veïnat de l'Església                                    | 41° 59′ 29″ N, 2° 44′ 17″ E / 41.991389°N,2.737947°E | IPA-21664     | Antiga Rectoria i Casa del Barber (Sant Gregori) · Vegeu més fotos d'aquest monument · Carregueu una nova foto d'aquest monument                     |
| Cementiri Municipal de Sant Gregrori                                 | BCIL 2015     | Obra popular XX Inici                           | Sant Gregori Barri de l'Església                                     | 41° 59′ 30″ N, 2° 44′ 12″ E / 41.991805°N,2.736533°E | IPA-21665     | Cementiri Municipal de Sant Gregrori · Vegeu més fotos d'aquest monument · Carregueu una nova foto d'aquest monument                                 |
| Paller a Sant Medir                                                  | BCIL 2015     | Obra popular                                    | Sant Gregori                                                         | 42° 01′ 37″ N, 2° 46′ 24″ E / 42.027059°N,2.773412°E | IPA-21666     | Paller a Sant Medir (Sant Gregori) · Vegeu més fotos d'aquest monument · Carregueu una nova foto d'aquest monument                                   |
| Font Groga, Font de Can Verdaguer                                    |               | Obra popular                                    | Sant Gregori Sota el Mas Ros, prop del barri de l'Església           | 41° 59′ 34″ N, 2° 44′ 02″ E / 41.992871°N,2.733969°E | IPA-21667     | Font Groga (Sant Gregori) · Vegeu més fotos d'aquest monument · Carregueu una nova foto d'aquest monument                                            |
| Can Verdaguer                                                        | BCIL 2015     | Obra popular XIII-XVI                           | Sant Gregori Barri de l'Església                                     | 41° 59′ 44″ N, 2° 43′ 56″ E / 41.995456°N,2.732219°E | IPA-21669     | Can Verdaguer (Sant Gregori) · Vegeu més fotos d'aquest monument · Carregueu una nova foto d'aquest monument                                         |
| La Jueria Grossa de Domeny, o Joheria                                | BCIL EPA 2015 | Renaixement XVI                                 | Sant Gregori Domeny                                                  | 41° 59′ 28″ N, 2° 46′ 40″ E / 41.991140°N,2.777735°E | IPA-21671     | La Jueria Grossa de Domeny (Sant Gregori) · Vegeu més fotos d'aquest monument · Carregueu una nova foto d'aquest monument                            |
| Paller prop del Mas Virovella                                        |               | Obra popular                                    | Sant Gregori                                                         | 41° 59′ 01″ N, 2° 44′ 47″ E / 41.983515°N,2.746335°E | IPA-21672     | Carregueu una nova foto d'aquest monument |
| Can Piu                                                              | BCIL 2016     | Obra popular XVII                               | Sant Gregori Cartellà                                                | 42° 00′ 12″ N, 2° 46′ 17″ E / 42.003223°N,2.771419°E | IPA-21676     | Carregueu una nova foto d'aquest monument |
| Can Batlle                                                           | BCIL 2015     | Obra popular                                    | Sant Gregori Ginestar                                                | 42° 00′ 34″ N, 2° 44′ 07″ E / 42.009441°N,2.735337°E | IPA-21677     | Carregueu una nova foto d'aquest monument |
| Can Pinyot, Mas Nogué                                                | BCIL 2015     | Obra popular XVIII Mitjan                       | Sant Gregori Ginestar                                                | 42° 00′ 26″ N, 2° 43′ 49″ E / 42.007191°N,2.730298°E | IPA-21678     | Carregueu una nova foto d'aquest monument |
| Can Reixac                                                           | BCIL 2015     | Obra popular XVIII                              | Sant Gregori La Vileta                                               | 42° 01′ 17″ N, 2° 45′ 28″ E / 42.021262°N,2.757863°E | IPA-21680     | Can Reixac (Sant Gregori) · Vegeu més fotos d'aquest monument · Carregueu una nova foto d'aquest monument                                            |
| Can Mongé                                                            | BCIL 2015     | Obra popular XVII-XVIII                         | Sant Gregori La Vileta                                               | 42° 01′ 19″ N, 2° 45′ 29″ E / 42.022074°N,2.758089°E | IPA-21682     | Can Mongé (Sant Gregori) · Vegeu més fotos d'aquest monument · Carregueu una nova foto d'aquest monument                                             |
| Mas Nofre                                                            | BCIL 2015     | Obra popular XVII                               | Sant Gregori La Vileta                                               | 42° 01′ 19″ N, 2° 45′ 28″ E / 42.021866°N,2.757897°E | IPA-21683     | Mas Nofre (Sant Gregori) · Vegeu més fotos d'aquest monument · Carregueu una nova foto d'aquest monument                                             |
| Can Vila                                                             | BCIL 2015     | Obra popular XVI-XVII                           | Sant Gregori La Vileta                                               | 42° 01′ 13″ N, 2° 45′ 29″ E / 42.020290°N,2.758036°E | IPA-21684     | Can Vila (Sant Gregori) · Vegeu més fotos d'aquest monument · Carregueu una nova foto d'aquest monument                                              |
| Llinda d'una porta forana                                            |               | Obra popular XVI                                | Sant Gregori La Vileta                                               | 42° 01′ 16″ N, 2° 45′ 29″ E / 42.020979°N,2.758190°E | IPA-21686     | Llinda d'una porta forana (Sant Gregori) · Vegeu més fotos d'aquest monument · Carregueu una nova foto d'aquest monument                             |
| La Casassa                                                           | BCIL 2015     |                                                 | Sant Gregori Ginestar                                                | 42° 00′ 17″ N, 2° 43′ 23″ E / 42.004851°N,2.723183°E | IPA-21688     | Carregueu una nova foto d'aquest monument |
| Escoles Públiques                                                    | BCIL 2015     | Noucentisme XX                                  | Sant Gregori Cartellà                                                | 42° 01′ 27″ N, 2° 46′ 00″ E / 42.024154°N,2.766766°E | IPA-21691     | Escoles Públiques (Sant Gregori) · Vegeu més fotos d'aquest monument · Carregueu una nova foto d'aquest monument                                     |
| Paller                                                               |               | Obra popular                                    | Sant Gregori Barri de l'Església                                     | 41° 59′ 27″ N, 2° 44′ 17″ E / 41.990705°N,2.738167°E | IPA-21694     | Carregueu una nova foto d'aquest monument |
| Cementiri de Sant Medir                                              |               | Obra popular                                    | Sant Gregori                                                         | 42° 01′ 38″ N, 2° 46′ 23″ E / 42.027144°N,2.773183°E | IPA-21695     | Cementiri de Sant Medir (Sant Gregori) · Vegeu més fotos d'aquest monument · Carregueu una nova foto d'aquest monument                               |
| Mas Suro                                                             | BCIL 2015     | Obra popular XVI-XVII                           | Sant Gregori Cartellà                                                | 42° 00′ 20″ N, 2° 46′ 15″ E / 42.005469°N,2.770868°E | IPA-21696     | Mas Suro (Sant Gregori) · Vegeu més fotos d'aquest monument · Carregueu una nova foto d'aquest monument                                              |
| Mas Sunyer                                                           | BCIL 2015     | Obra popular                                    | Sant Gregori Taialà                                                  | 41° 59′ 58″ N, 2° 47′ 26″ E / 41.999553°N,2.790426°E | IPA-21699     | Carregueu una nova foto d'aquest monument |
| Can Tacó                                                             | BCIL 20016    | Obra popular XVI                                | Sant Gregori Taialà                                                  | 42° 00′ 55″ N, 2° 43′ 25″ E / 42.015156°N,2.723477°E | IPA-21701     | Carregueu una nova foto d'aquest monument |
| Can Mengol                                                           | BCIL 2015     | Obra popular XVI                                | Sant Gregori Taialà                                                  | 42° 00′ 10″ N, 2° 47′ 29″ E / 42.002817°N,2.791469°E | IPA-21702     | Carregueu una nova foto d'aquest monument |
| Can Portell                                                          | BCIL 2015     | Obra popular XVIII                              | Sant Gregori Ginestar                                                | 42° 00′ 25″ N, 2° 43′ 48″ E / 42.007020°N,2.730136°E | IPA-21703     | Carregueu una nova foto d'aquest monument |
| Can Gifré                                                            | BCIL 2015     | Obra popular XVIII                              | Sant Gregori Cartellà                                                | 42° 01′ 23″ N, 2° 45′ 57″ E / 42.023085°N,2.765804°E | IPA-21706     | Carregueu una nova foto d'aquest monument |
| Castell de Domeny                                                    | BCIL 2015     | Obra popular XIX                                | Sant Gregori Domeny                                                  | 41° 59′ 25″ N, 2° 46′ 55″ E / 41.990215°N,2.781854°E | IPA-21708     | Castell de Domeny (Sant Gregori) · Vegeu més fotos d'aquest monument · Carregueu una nova foto d'aquest monument                                     |
| Can Planas                                                           | BCIL 2015     | Obra popular XVII                               | Sant Gregori                                                         | 41° 59′ 35″ N, 2° 46′ 18″ E / 41.993019°N,2.771655°E | IPA-21709     | Carregueu una nova foto d'aquest monument |
| Mas Carreras de Ginestar                                             | BCIL 2015     | Obra popular XVI-XVII                           | Sant Gregori Ctra. Girona a les Planes, km 10                        | 42° 00′ 38″ N, 2° 44′ 03″ E / 42.010439°N,2.734294°E | IPA-21710     | Carregueu una nova foto d'aquest monument |
| Can Cordé Vell                                                       | BCIL 2015     | Obra popular XVI-XVII                           | Sant Gregori Ctra. Girona a les Planes, km 8,5                       | 42° 00′ 06″ N, 2° 44′ 28″ E / 42.001600°N,2.741062°E | IPA-21711     | Can Cordé Vell (Sant Gregori) · Vegeu més fotos d'aquest monument · Carregueu una nova foto d'aquest monument                                        |
| Mas Obert                                                            | BCIL 2015     | Obra popular XVI                                | Sant Gregori                                                         | 41° 59′ 46″ N, 2° 46′ 01″ E / 41.995991°N,2.766941°E | IPA-21712     | Carregueu una nova foto d'aquest monument |
| Mas Clapers                                                          | BCIL 2015     | Obra popular XVII                               | Sant Gregori                                                         | 41° 59′ 46″ N, 2° 46′ 01″ E / 41.995991°N,2.766941°E | IPA-21713     | Carregueu una nova foto d'aquest monument |
| Mas Gironès Vell de Cartellà                                         | BCIL 2015     | Obra popular, gòtic, renaixement XVIII Mitjan   | Sant Gregori Cartellà                                                | 42° 01′ 08″ N, 2° 44′ 37″ E / 42.01878°N,2.74359°E   | IPA-21714     | Carregueu una nova foto d'aquest monument |
| Mas Palol                                                            |               | Obra popular XVII                               | Sant Gregori                                                         | 42° 00′ 57″ N, 2° 44′ 36″ E / 42.015737°N,2.743276°E | IPA-21717     | Carregueu una nova foto d'aquest monument |
| Can Casademont, masia i paller                                       | BCIL 2015     | Obra popular XVIII                              | Sant Gregori Cartellà                                                | 42° 01′ 11″ N, 2° 44′ 38″ E / 42.019814°N,2.743839°E | IPA-21718     | Can Casademont (Sant Gregori) · Vegeu més fotos d'aquest monument · Carregueu una nova foto d'aquest monument                                        |
| Església parroquial de Sant Vicenç                                   | BCIL 2016     | Obra popular XVIII Mitjan                       | Sant Gregori Constantins                                             | 41° 58′ 57″ N, 2° 41′ 24″ E / 41.982609°N,2.689896°E | IPA-21720     | Església parroquial de Sant Vicenç (Sant Gregori) · Vegeu més fotos d'aquest monument · Carregueu una nova foto d'aquest monument                    |
| La Massana                                                           | BCIL 2016     | Obra popular XVI                                | Sant Gregori Constantins                                             | 41° 59′ 05″ N, 2° 42′ 02″ E / 41.984682°N,2.700563°E | IPA-21721     | Carregueu una nova foto d'aquest monument |
| L'Hostal de Constantins                                              |               | Obra popular XIX Final                          | Sant Gregori Constantins                                             | 41° 58′ 45″ N, 2° 40′ 59″ E / 41.979159°N,2.683074°E | IPA-21722     | L'Hostal de Constantins (Sant Gregori) · Vegeu més fotos d'aquest monument · Carregueu una nova foto d'aquest monument                               |
| Església de Sant Bartomeu                                            | BCIL 2016     | Romànic XIII                                    | Sant Gregori Al peu de la muntanya de Sant Grau                      | 41° 58′ 41″ N, 2° 44′ 53″ E / 41.977927°N,2.748113°E | IPA-36735     | Església de Sant Bartomeu (Sant Gregori) · Vegeu més fotos d'aquest monument · Carregueu una nova foto d'aquest monument                             |
| Pont de Can Carrera o de Mas Carreres                                | BCIL 2015     | Obra popular                                    | Sant Gregori Entre Mas Carreres i Mas Falguers, Cartellà             | 42° 00′ 53″ N, 2° 45′ 23″ E / 42.014703°N,2.756469°E | IPA-41944     | Carregueu una nova foto d'aquest monument |
| Pont d'en Peres                                                      | BCIL 2016     | Obra popular                                    | Sant Gregori Sobre el rec de Can Farinelis, Sant Medir               |                                                      | IPA-41945     | Carregueu una nova foto d'aquest monument |
| Pont del Castell de Cartellà est                                     | BCIL 2015     | Obra popular                                    | Sant Gregori Castell de Cartellà, sobre el torrent de Gàrrep         | 42° 00′ 44″ N, 2° 45′ 49″ E / 42.012198°N,2.763622°E | IPA-41946     | Carregueu una nova foto d'aquest monument |
| Pont del Castell oest                                                | BCIL 2015     | Obra popular                                    | Sant Gregori Castell de Cartellà, sobre el torrent de Pedrola        | 42° 00′ 43″ N, 2° 45′ 47″ E / 42.011868°N,2.762923°E | IPA-41947     | Carregueu una nova foto d'aquest monument |
| Pont de Can Carrasquet                                               | BCIL 2015     | Obra popular                                    | Sant Gregori Al nord de Mas Clapers, sobre el torrent de Gàrrep      | 41° 59′ 56″ N, 2° 46′ 19″ E / 41.998822°N,2.772047°E | IPA-41948     | Pont de Can Carrasquet (Sant Gregori) · Vegeu més fotos d'aquest monument · Carregueu una nova foto d'aquest monument                                |
| Pont del Ferro                                                       | BCIL 2015     | Obra popular                                    | Sant Gregori Sant Medir sobre el rec de les Muleres                  |                                                      | IPA-41949     | Carregueu una nova foto d'aquest monument |
| Pont d'en Batlle                                                     | BCIL 2015     | Obra popular                                    | Sant Gregori Ctra. GI-531 a Llorà, sobre la riera de Canet           | 42° 00′ 35″ N, 2° 44′ 13″ E / 42.009697°N,2.736924°E | IPA-41950     | Carregueu una nova foto d'aquest monument |
| Pont d'en Toni                                                       | BCIL 2015     | Obra popular                                    | Sant Gregori Ctra. Cartellà - ctra. de la Vileta, a prop de Can Toni | 42° 01′ 20″ N, 2° 45′ 38″ E / 42.022313°N,2.760493°E | IPA-41951     | Carregueu una nova foto d'aquest monument |
| Ermita de Sant Grau                                                  | BCIL 2016     | XI, XVI                                         | Sant Gregori Muntanya de Sant Grau, Castell de Tudela                | 41° 59′ 33″ N, 2° 42′ 54″ E / 41.992445°N,2.715031°E | IPA-41952     | Ermita de Sant Grau (Sant Gregori) · Vegeu més fotos d'aquest monument · Carregueu una nova foto d'aquest monument                                   |
| Oratori de la Mare de Déu de Fàtima                                  | BCIL 2016     | Obra popular                                    | Sant Gregori Entre Can Parades i Port Sacreu                         | 42° 00′ 32″ N, 2° 43′ 11″ E / 42.008830°N,2.719672°E | IPA-41954     | Oratori de la Mare de Déu de Fàtima (Sant Gregori) · Vegeu més fotos d'aquest monument · Carregueu una nova foto d'aquest monument                   |
| Torre de Sant Medir                                                  | BCIL 2015     | Obra popular, gòtic XVI                         | Sant Gregori Camí de Quintanes de l'Uric                             |                                                      | IPA-41956     | Carregueu una nova foto d'aquest monument |
| Molí d'en Ribes                                                      | BCIL 2015     | Obra popular XIX                                | Sant Gregori Ctra. Sant Medir                                        | 42° 01′ 50″ N, 2° 46′ 38″ E / 42.030552°N,2.777175°E | IPA-41957     | Carregueu una nova foto d'aquest monument |
| Can Rossell                                                          | BCIL 2016     | Obra popular XVI                                | Sant Gregori Devesa de Can Prat                                      | 41° 58′ 44″ N, 2° 45′ 35″ E / 41.978973°N,2.759748°E | IPA-41958     | Carregueu una nova foto d'aquest monument |
| Can Mont-ràs                                                         | BCIL 2015     | Obra popular                                    | Sant Gregori Camí de la ctra. GI-5312 de Girona a Sant Medir         | 41° 59′ 59″ N, 2° 47′ 01″ E / 41.999793°N,2.783510°E | IPA-41959     | Can Mont-ràs (Sant Gregori) · Vegeu més fotos d'aquest monument · Carregueu una nova foto d'aquest monument                                          |
| Molí d'en Peres                                                      | BCIL 2016     | Obra popular XIX                                | Sant Gregori Camí de la Granja d'en Peres                            | 42° 01′ 38″ N, 2° 47′ 16″ E / 42.027194°N,2.787772°E | IPA-41960     | Carregueu una nova foto d'aquest monument |
| Can Gironès                                                          | BCIL 2016     |                                                 | Sant Gregori Camí de l'Argelaguer                                    | 41° 58′ 54″ N, 2° 45′ 16″ E / 41.98161°N,2.75438°E   | IPA-41961     | Can Gironès (Sant Gregori) · Vegeu més fotos d'aquest monument · Carregueu una nova foto d'aquest monument                                           |
| Forn de calç Can Comamala o Can Prunell                              |               | Obra popular XIX                                | Sant Gregori Camí Ral de Santa Afra                                  |                                                      | IPA-42929     | Carregueu una nova foto d'aquest monument |
| El Molinot Calders                                                   |               | Obra popular XVIII, XIX                         | Sant Gregori Calders                                                 | 41° 59′ 14″ N, 2° 39′ 59″ E / 41.987119°N,2.666477°E | IPA-42936     | Carregueu una nova foto d'aquest monument |
| Forn de calç el Palau                                                |               | Obra popular XIX                                | Sant Gregori Camí Santa Afra a Can Parades                           |                                                      | IPA-42940     | Carregueu una nova foto d'aquest monument |
| Forn de calç la Sínia                                                |               | Obra popular XIX                                | Sant Gregori Camí Santa Afra, la Sínia                               |                                                      | IPA-42943     | Carregueu una nova foto d'aquest monument |
| Pont del Tornavell Petit                                             |               | Obra popular                                    | Sant Gregori Tornavell Petit                                         |                                                      | IPA-46322     | Carregueu una nova foto d'aquest monument |